# The Fifth Estate (Fernsehsendung)
The Fifth Estate ist ein preisgekröntes kanadisches Nachrichtenmagazin, das seit 1975 auf dem englischsprachigen CBC Television und dem CBC News Network ausgestrahlt wird.

## Allgemeines
Der Name ist ein Wortspiel darüber, dass die Medien manchmal als der vierte Stand bezeichnet werden, und wurde gewählt, um den Anspruch des Programms hervorzuheben, über alltägliche Nachrichten hinauszugehen.
Das Programm wird seit dem 15. September 1975 ausgestrahlt. Das Hauptaugenmerk liegt auf investigativem Journalismus. Das Programm realisierte Co-Produktionen mit der BBC, The New York Times,  The Globe and Mail, dem Toronto Star und oft mit der PBS-Serie Frontline.

## Themen (Auswahl)
Nachrichten, die auf The Fifth Estate ausgestrahlt wurden, beinhalteten Untersuchungen und Berichte über:
- 9/11 Truth Movement
- al-Qaida in Europa
- Amanda Todd
- Benny Hinn
- Chris Benoit
- Communications Security Establishment Canada
- Dick Cheney
- Donald Trump
- Flughafensicherheit
- Julian Assange[2]
- MIM-104 Patriot
- Doppelmord an Andrea Scherpf und Bernd Göricke[3]
- Pierre Vallières
- Rob Ford
- Russell Williams
- Steven Truscott

## Auszeichnungen
The Fifth Estate hat viele Preise gewonnen, darunter mehrere Gemini Awards – zehn davon für die beste Informationsserie, zahlreiche einheimische investigative Journalismuspreise, viele New Yorker und Columbus Awards und International Emmy Awards.
2000 und 2010 erhielt die Sendung den Michener Award, Kanadas wichtigsten Journalistenpreis mit nur einem jährlichen Gewinner.
2003 kamen für den Beitrag Frontline der Pulitzer-Preis, der Peabody Award und andere Auszeichnungen hinzu.
The Fifth Estate ist eine von zwei Fernsehserien (Twilight Zone ist die andere), die einen Oscar gewannen. Die Episode Ein Student ist verschwunden wurde in den Vereinigten Staaten veröffentlicht und gewann dort 1982 den Oscar als bester Dokumentarfilm.